# Hospital Pasteur de Montevideo
El Hospital Pasteur es un hospital público de la ciudad de Montevideo, perteneciente a la mutualista estatal de Uruguay. Se encuentra ubicado en el barrio de la La Unión, en Montevideo.

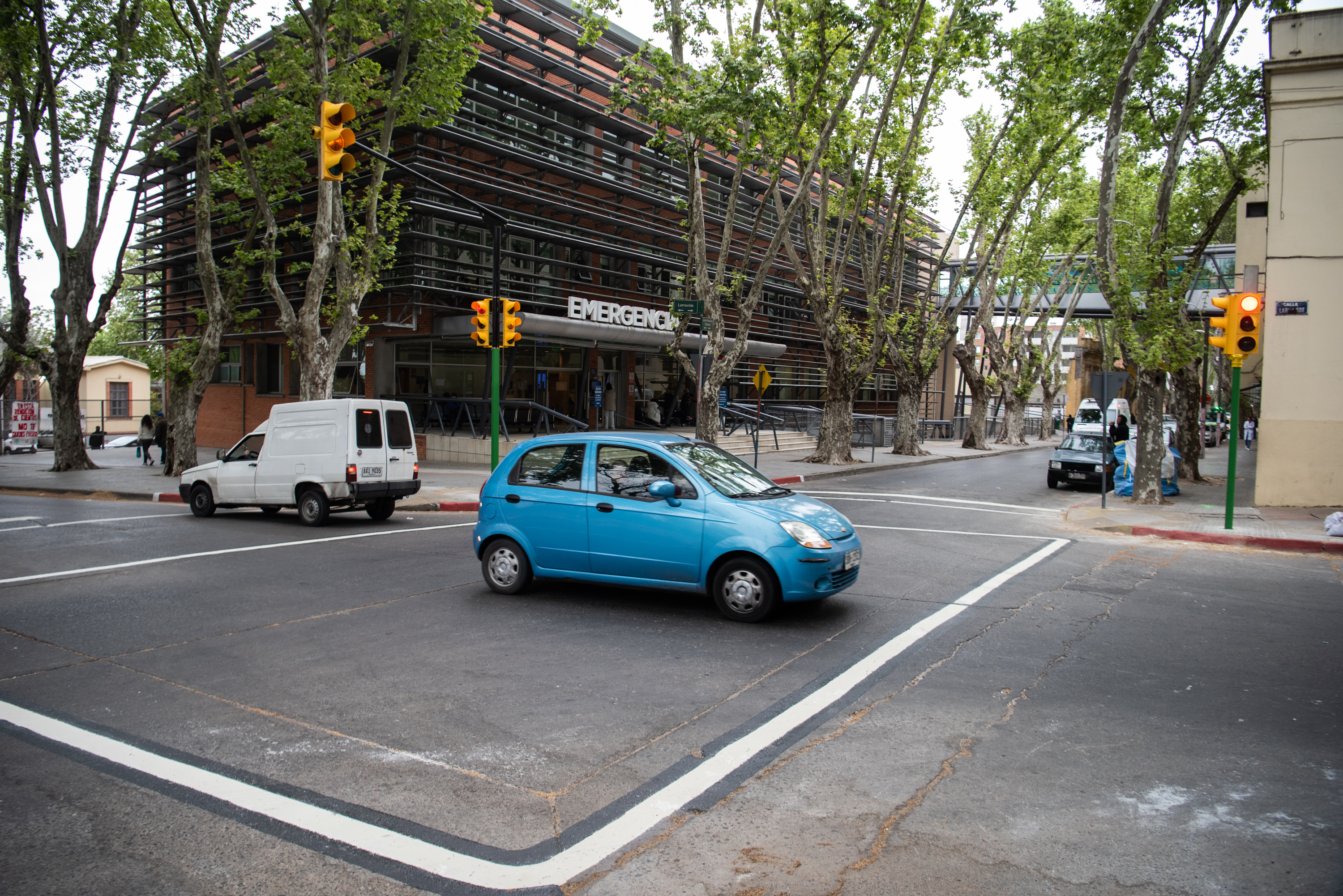
Vista del edificio anexo, sobre la calle José Antonio Cabrera.

## Antecedentes
En 1847, en plena Guerra Grande, el gobierno del Cerrito decide levantar un local para el Colegio Nacional (con fines universitarios) en la Villa de la Restauración. Dicha construcción comienza ese año en terrenos donados por Tomás Basáñez, donde además se ubicarían la Iglesia de San Agustín y la Plaza Cipriano Miró. Las obras culminan en 1850, y tenían un carácter majestuoso para la época. El mirador se transformó en punto de referencia para los viajeros, pues es visible desde gran distancia.
En 1851 y con el fin de la Guerra Grande; el edificio que funcionaba como escuela de jurisprudencia y práctica forense es desalojado y convertido en cárcel. En 1860 el presidente Bernardo Prudencio Berro inauguró allí el Asilo de Mendigos, financiado en parte con aportes de los vecinos.
En 1870, durante la Revolución de las Lanzas, el edificio fue utilizado por los revolucionarios de Timoteo Aparicio como hospital, retomando en tiempos de paz sus funciones de asilo.

## Creación

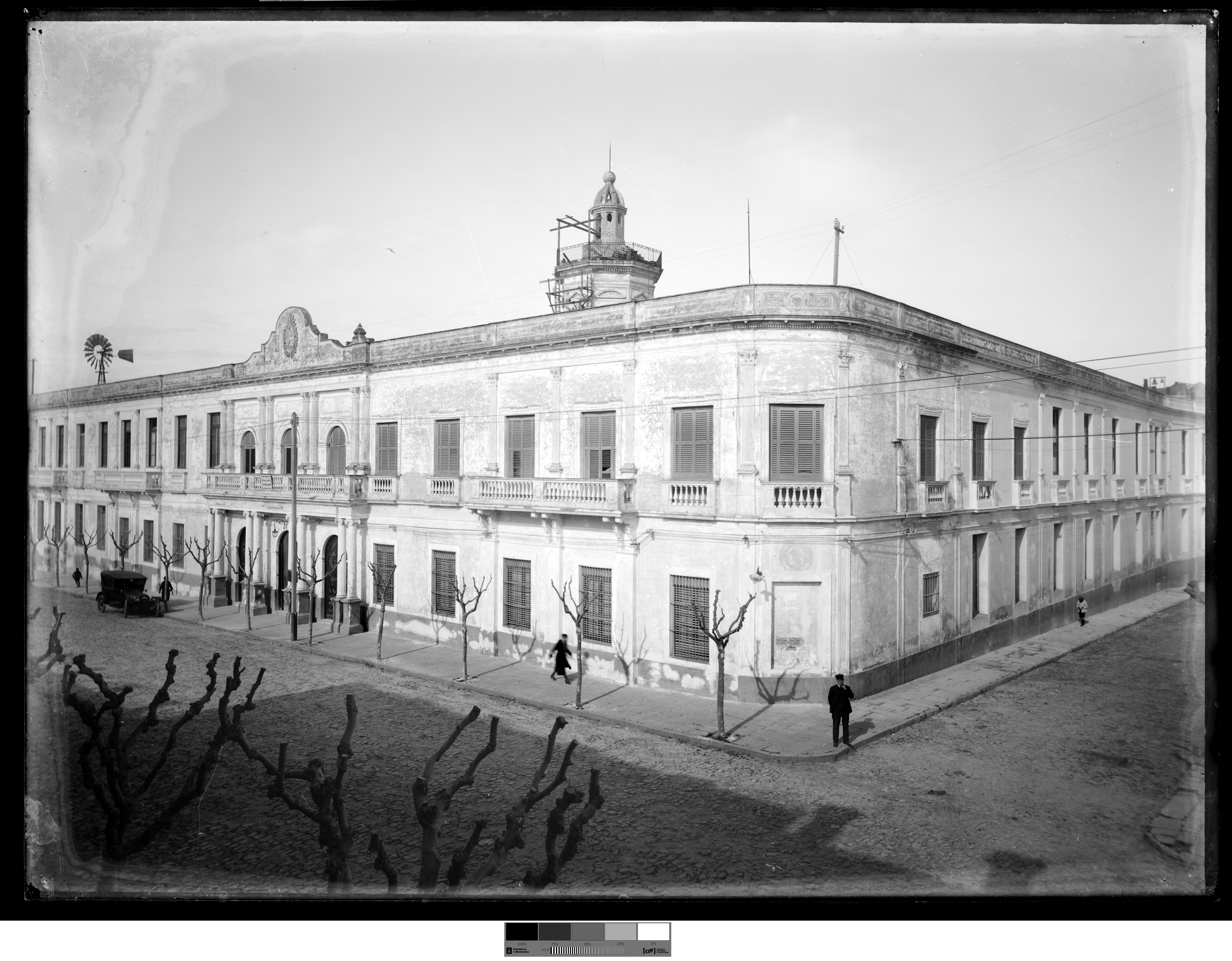
El Asilo de Mendigos hacia 1908

En las primeras décadas del siglo XX los asilados fueron trasladados al Asilo Piñeyro del Campo, recién construido en el predio cercano de la vieja quinta de Tomás Basáñez; luego de varias reformas, este edificio pasa a ser el actual Hospital Pasteur. El acta inaugural fue firmada el 12 de noviembre de 1922, centenario del nacimiento del científico francés Louis Pasteur.
El edificio del Hospital Pasteur es emblemático del barrio y forma parte del patrimonio histórico nacional. En el mismo funciona una clínica médica universitaria.